# United States Auto Club
Der United States Auto Club (Abk.: USAC) ist ein US-amerikanischer Motorsportverband. Der Verband wurde 1955 gegründet, nachdem die American Automobile Association (AAA) aufgrund der schweren Unfälle in Indianapolis und Le Mans den Automobilrennsport nicht mehr organisierte.

## Geschichte
USAC-Gründer war der Besitzer des Indianapolis Motor Speedways, Tony Hulman. Abgesehen von der höchsten Klasse, den Indy Cars, wurden auch Sportwagenrennen, Sprint-Car-, Midget-Car- und Stock-Car-Rennen ausgeschrieben.
Ende der 1970er Jahre kam es zu einer Krise, nachdem Hulman gestorben und die Führungsspitze des USAC 1978 bei einem Flugzeugabsturz ums Leben gekommen war. Die Besitzer der meisten Rennteams, die schon zuvor die Politik des USAC kritisiert hatten, nahmen das Heft in die Hand und gründeten die Championship Auto Racing Teams (CART), um ab 1979 ihre eigene Serie zu organisieren. Es kam zum Konflikt, die CART-Teams erzwangen per Gerichtsentscheid die Zulassung zum Indy 500 1979. Man einigte sich dahin, dass CART die Meisterschaftssaisons organisierte und der USAC das Indy 500 als deren wichtigsten Teil.
Als 1996 der Indianapolis-Besitzer Tony George die Indy Racing League gründete, übernahm der USAC zunächst die Organisation, wurde aber nach Zeitnahmeproblemen in Texas von der Funktion entbunden.

## USAC Championship Car Series

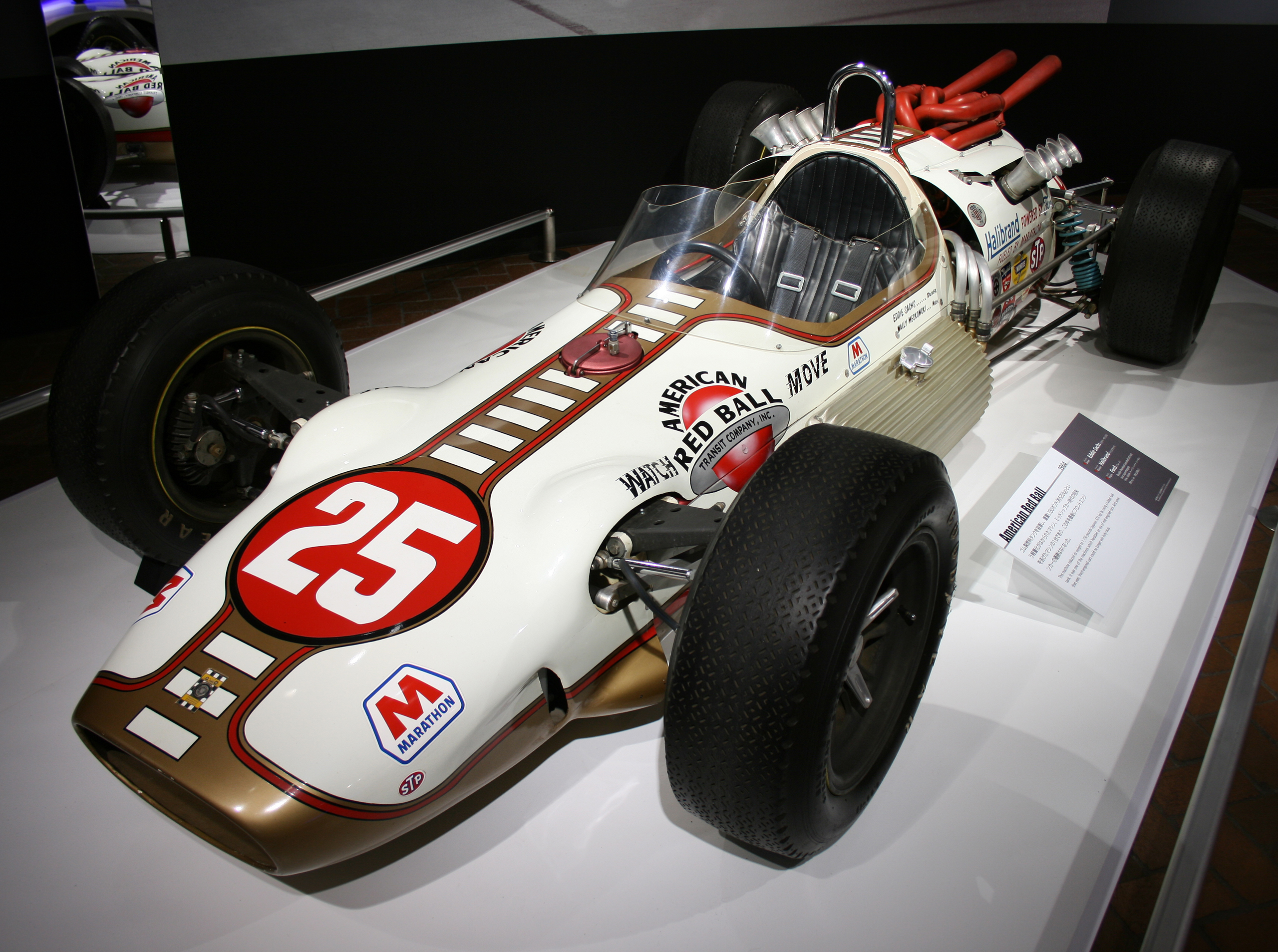
Red Ball Heilbrand-Ford von 1964 Indianapolis 500

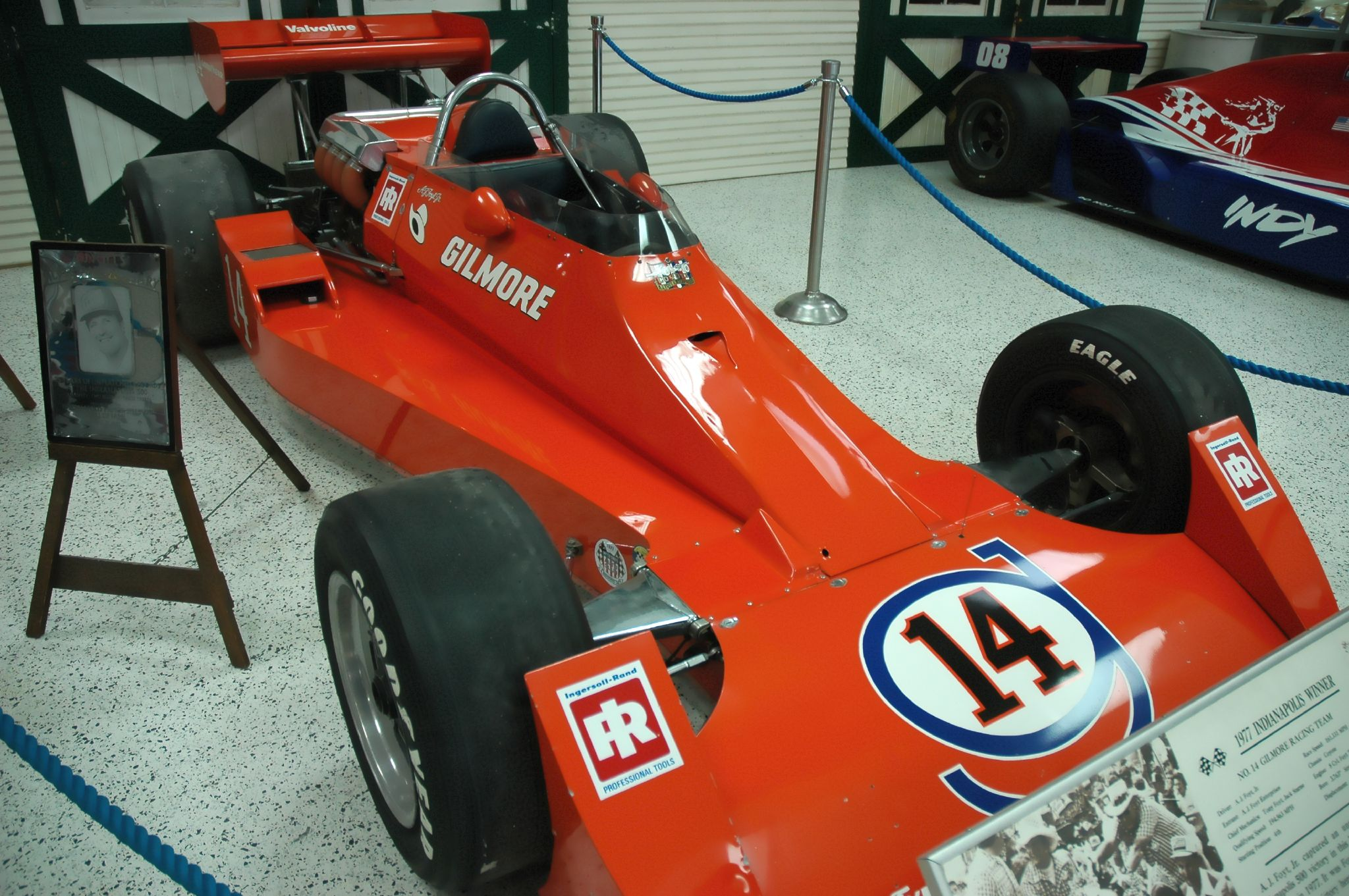
Coyote-Foyt von 1977, Siegerauto der Indianapolis 500

Die USAC Championship Car Series war die US-amerikanische Formel-Meisterschaft (Indy Cars) und wurde von 1956 bis 1979 veranstaltet.

### Meister
In der dritten Spalte ist der Geburtsort angegeben
- 1956 – Jimmy Bryan, Phoenix, AZ
- 1957 – Jimmy Bryan, Phoenix, AZ
- 1958 – Tony Bettenhausen, Tinley Park, IL
- 1959 – Rodger Ward, Beloit, KS
- 1960 – A. J. Foyt, Houston, TX
- 1961 – A. J. Foyt, Houston, TX
- 1962 – Rodger Ward, Beloit, KS
- 1963 – A. J. Foyt, Houston, TX
- 1964 – A. J. Foyt, Houston, TX
- 1965 – Mario Andretti, Montona, Italien
- 1966 – Mario Andretti, Montona, Italien
- 1967 – A. J. Foyt, Houston, TX
- 1968 – Bobby Unser, Colorado Springs, CO
- 1969 – Mario Andretti, Montona, Italy
- 1970 – Al Unser, Albuquerque, NM
- 1971 – Joe Leonard, San Diego, CA
- 1972 – Joe Leonard, San Diego, CA
- 1973 – Roger McCluskey, San Antonio, TX
- 1974 – Bobby Unser, Colorado Springs, CO
- 1975 – A. J. Foyt, Houston, TX
- 1976 – Gordon Johncock, Hastings, MI
- 1977 – Tom Sneva, Spokane, WA
- 1978 – Tom Sneva, Spokane, WA
- 1979 – A. J. Foyt, Houston, TX

## USAC Gold Crown Series
Nach der Abspaltung von CART und der gescheiterten gemeinsamen Championship Racing League 1980 setzte USAC seine Meisterschaft als USAC Gold Crown Championship fort. Dafür nahm man auch wieder Rennen auf unbefestigten Ovalen in den Kalender auf. Diese waren Rennen der Silver Crown Series. Die erste Saison 1981/82 bestand aus sechs Rennen mit dem Indianapolis 500 als Finale. Ab 1985 war das Indy 500 das einzige Rennen der Meisterschaft, die mit der Gründung der Indy Racing League 1996 eingestellt wurde.
- 1981/82 – George Snider, Fresno, CA
- 1982/83 – Tom Sneva, Spokane, WA
- 1983/84 – Rick Mears, Wichita, KS
- 1985 – Danny Sulivan, Louisville, KY
- 1986 – Bobby Rahal, Medina, OH
- 1987 – Al Unser, Albuquerque, NM
- 1988 – Rick Mears, Wichita, KS
- 1989 – Emerson Fittipaldi, São Paulo, Brasilien
- 1990 – Arie Luyendyk, Sommelsdijk, Niederlande
- 1991 – Rick Mears, Wichita, KS
- 1992 – Al Unser Jr., Albuquerque, NM
- 1993 – Emerson Fittipaldi, São Paulo, Brasilien
- 1994 – Al Unser Jr., Albuquerque, NM
- 1995 – Jacques Villeneuve, Saint-Jean-sur-Richelieu, Kanada

## USAC Silver Crown Series

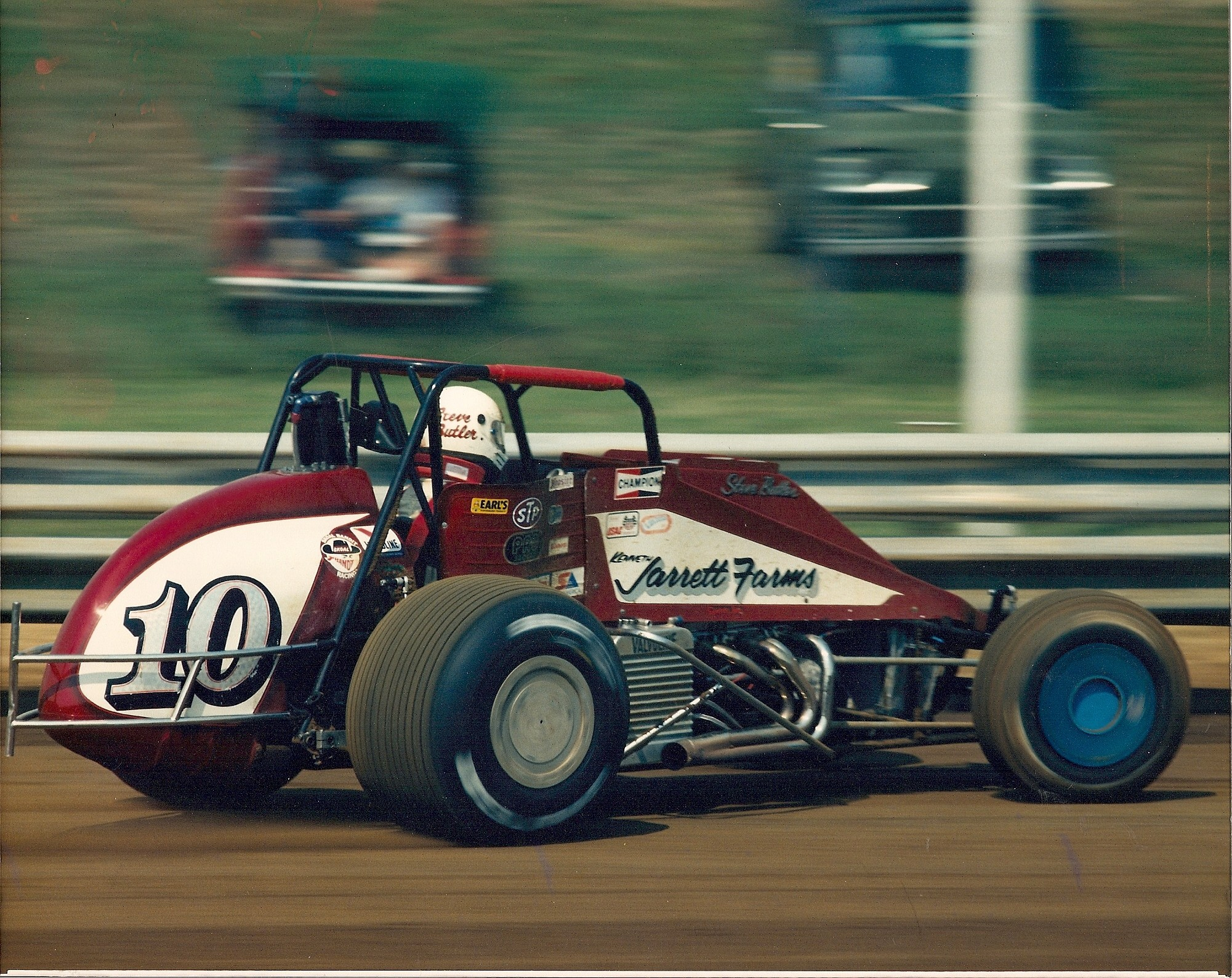
Steve Butler auf einem Jarrett Farms Silver Crown Car auf dem Illinois State Fairground

Die USAC Silver Crown Series ist eine US-amerikanische Rennsportserie. Die Serie wird mit Prototypen durchgeführt. Die Serie startet auf Dirt-Tracks und auf befestigten Strecken.

### Meister
- 1971 – George Snider,  Fresno, CA
- 1972 – A. J. Foyt,  Houston, TX
- 1973 – Al Unser, Albuquerque, NM
- 1974 – Mario Andretti, Montona, Italy
- 1975 – Jimmy Caruthers,  Anaheim, CA
- 1976 – Billy Cassella
- 1977 – Larry Rice,  Linden, IN
- 1978 – Pancho Carter,  Racine, WI
- 1979 – Bobby Olivero,  Lakewood, CA
- 1980 – Gary Bettenhausen,  Tinley Park, IL
- 1981 – Larry Rice,  Linden, IN
- 1982 – Ken Schrader,  Fenton, MO,  Fortune #39
- 1983 – Gary Bettenhausen,  Tinley Park, IL
- 1984 – Dave Blaney, Wooster, OH
- 1985 – Rick Hood,   Fortune #39
- 1986 – Jack Hewitt, Troy, OH,   Hampshire #63
- 1987 – Jack Hewitt, Troy, OH,   Hampshire #63
- 1988 – Steve Butler, Kokomo, IN
- 1989 – Chuck Gurney,  Heyward, CA
- 1990 – Jimmy Sills, Placerville, CA
- 1991 – Jeff Gordon, Vallejo, CA,   Ede #35
- 1992 – Steve Butler, Kokomo, IN,   Jarrett #10
- 1993 – Mike Bliss, Milwaukie, OR
- 1994 – Jimmy Sills, Placerville, IN
- 1995 – Tony Stewart, Columbus, IN,   Boles #25
- 1996 – Jimmy Sills, Placerville, CA, Stanton #75
- 1997 – Dave Darland, Lincoln, IN,   Foxco #56
- 1998 – Jason Leffler, Long Beach, CA,   Goetz #9
- 1999 – Ryan Newman, South Bend, IN,   Ede #14
- 2000 – Tracy Hines, New Castle, IN,   Riggs #37
- 2001 – Paul White, Temple, TX,   Cook #10
- 2002 – J. J. Yeley, Phoenix, AZ,  Stewart/East #9
- 2003 – J. J. Yeley, Phoenix, AZ,  Stewart/East #9
- 2004 – Dave Steele, Tampa, FL, Stewart/East #9
- 2005 – Dave Steele, Tampa, FL, Stewart/East #9
- 2006 – Bud Kaeding, Campbell, CA, BK/Leffler #29
- 2007 – Bud Kaeding, Campbell, CA, BK #29

## USAC Sprint Car Series

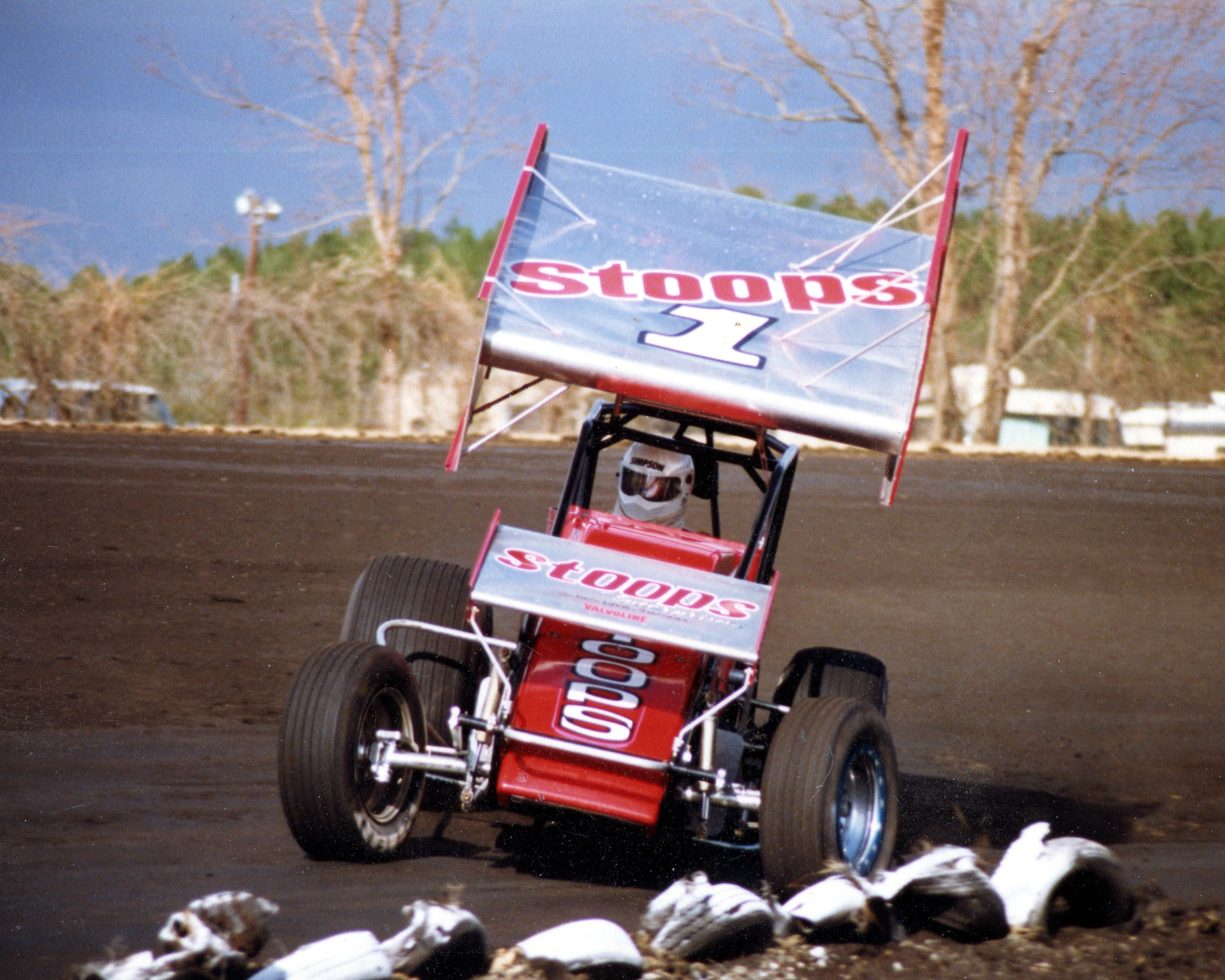
Steve Butler 1987 in einem Sprint Car races in Florida

Die USAC Sprint Car Series ist eine US-amerikanische Rennsportserie. Die Serie wird mit Prototypen durchgeführt. Von 1956 bis 1960 war die Meisterschaft in zwei Regionen, „Midwest“ (mittlere und westliche USA) und „East“ (östliche USA), unterteilt. Die Serie startet auf Dirt-Tracks und auf befestigten Strecken.

### Meister
- 1956 – Pat O’Connor,  North Vernon, IN  (Midwest Champion)
- 1956 – Tommy Hinnershitz,  Muhlenberg, PA (East Champion)
- 1957 – Elmer George,  Hockerville, OK (Midwest Champion)
- 1957 – Bill Randall,  North Reading, MA (East Champion)
- 1958 – Eddie Sachs,  Allentown, PA (Midwest Champion)
- 1958 – Johnny Thomson,  Lowell, MA (East Champion)
- 1959 – Don Branson,  Rantoul, IL (Midwest Champion)
- 1959 – Tommy Hinnershitz,  Muhlenberg, PA (East Champion)
- 1960 – Parnelli Jones,  Texarkana, AR (Midwest Champion)
- 1960 – A. J. Foyt,  Houston, TX (East Champion)
- 1961 – Parnelli Jones,  Texarkana, AR
- 1962 – Parnelli Jones,  Texarkana, AR
- 1963 – Roger McCluskey,  San Antonio, TX
- 1964 – Don Branson,  Rantoul, IL
- 1965 – Johnny Rutherford,  Coffeyville, KS
- 1966 – Roger McCluskey,  San Antonio, TX
- 1967 – Greg Weld,  Kansas City, MO
- 1968 – Larry Dickson,  Marietta, OH
- 1969 – Gary Bettenhausen,  Tinley Park, IL
- 1970 – Larry Dickson,  Marietta, OH
- 1971 – Gary Bettenhausen,  Tinley Park, IL
- 1972 – Sammy Sessions,  Nashville, MI
- 1973 – Rollie Beale,  Toledo, OH
- 1974 – Pancho Carter,  Racine, WI
- 1975 – Larry Dickson,  Marietta, OH
- 1976 – Pancho Carter,  Racine, WI
- 1977 – Sheldon Kinser,  Bloomington, IN
- 1978 – Tom Bigelow,  Whitewater, WI
- 1979 – Greg Leffler,  Winchester, IN
- 1980 – Rich Vogler,  Chicago, IL
- 1981 – Sheldon Kinser,  Bloomington, IN
- 1982 – Sheldon Kinser,  Bloomington, IN
- 1983 – Ken Schrader,  Fenton, MO,  Fortune #39
- 1984 – Rick Hood, Fortune #39
- 1985 – Rick Hood, Fortune #39
- 1986 – Steve Butler, Kokomo, IN,  Stoops #6
- 1987 – Steve Butler, Kokomo, IN,  Stoops #1
- 1988 – Steve Butler, Kokomo, IN, Stoops #1
- 1989 – Rich Vogler,   Chicago, IL,  Hoffman #69
- 1990 – Steve Butler Kokomo, IN   Hoffman #69
- 1991 – Robbie Stanley,   Stanley #7
- 1992 – Robbie Stanley, Stanley #1
- 1993 – Robbie Stanley, Hoffman #69
- 1994 – Doug Kalitta Ypsilanti, MI,  Kalitta #22k
- 1995 – Tony Stewart Columbus, IN,  Niebel #20
- 1996 – Brian Tyler, Parma, MI,   Contos #4c
- 1997 – Brian Tyler, Parma, MI,   Contos #4c
- 1998 – Tony Elliott, Warsaw, IN, Walker/Vance #2 & Conroy #12
- 1999 – Dave Darland, Lincoln, IN, Hoffman #69
- 2000 – Tony Elliott, Warsaw, IN, Walker #66
- 2001 – J. J. Yeley, Phoenix, AZ,   GT #76
- 2002 – Tracy Hines, New Castle, IN,  Hoffman #69
- 2003 – J. J. Yeley, Phoenix, AZ, Stewart #20
- 2004 – Jay Drake, Santa Maria, CA,    Stewart #20
- 2005 – Levi Jones, Olney, IL,  Benic #2B
- 2006 – Josh Wise, Riverside, CA,  Stewart #20
- 2007 – Levi Jones, Olney, IL, Stewart #20

## USAC National Midget Series

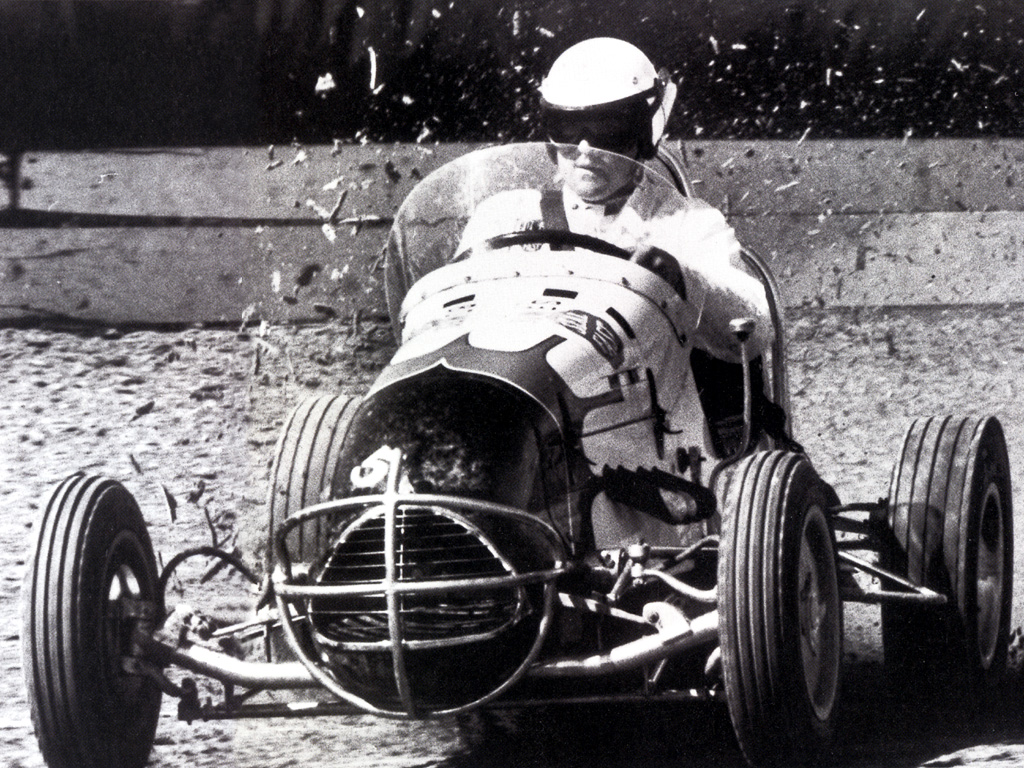
AJ Foyt in einem Midget-Car 1961.

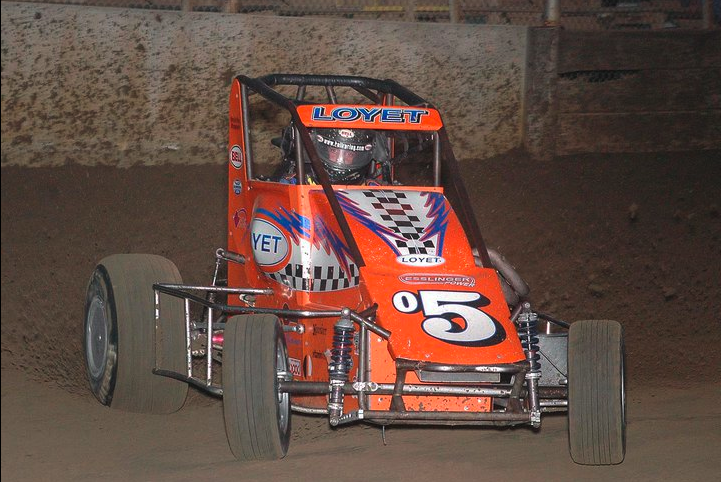
Ein 2011er Midget-Car auf dem Belle-Clair Speedway

Die USAC National Midget Series ist eine US-amerikanische Einsteiger-Meisterschaft. Midget bedeutet so viel wie Zwerg oder Kleiner, und Midget-Car bedeutet hier auch Kleinwagen. Die Serie startet auf Dirt-Tracks und auf befestigten Strecken.

### Meister
- 1956 – Shorty Templeman,  Pueblo, CA
- 1957 – Shorty Templeman,  Pueblo, CA
- 1958 – Shorty Templeman,  Pueblo, CA
- 1959 – Gene Hartley,  Roanoke, IN
- 1960 – Jimmy Davies,  Glendale, CA
- 1961 – Jimmy Davies,  Glendale, CA
- 1962 – Jimmy Davies,  Glendale, CA
- 1963 – Bob Wente,  St. Louis, MO
- 1964 – Mel Kenyon,  Lacon, IL
- 1965 – Mike McGreevy,  Hoosick, NY
- 1966 – Mike McGreevy,  Hoosick, NY
- 1967 – Mel Kenyon,  Lacon, IN
- 1968 – Mel Kenyon,  Lacon, IN
- 1969 – Bob Tattersall,  Pennsbury, PA
- 1970 – Jimmy Caruthers,  Anaheim, CA
- 1971 – Danny Caruthers,
- 1972 – Pancho Carter,  Racine, WI
- 1973 – Larry Rice,  Linden, IN
- 1974 – Mel Kenyon,  Lacon, IL
- 1975 – Sleepy Tripp
- 1976 – Sleepy Tripp
- 1977 – Mel Kenyon,  Lacon, IL
- 1978 – Rich Vogler,  Chicago, IL
- 1979 – Steve Lotshaw
- 1980 – Rich Vogler,  Chicago, IL
- 1981 – Mel Kenyon,  Lacon, IL
- 1982 – Kevin Olson, Machesney Park, IL
- 1983 – Rich Vogler,  Chicago, IL
- 1984 – Tom Bigelow,  Whitewater, WI
- 1985 – Mel Kenyon,  Lacon, IL
- 1986 – Rich Vogler,  Chicago, IL
- 1987 – Kevin Olson, Machesney Park, IL
- 1988 – Rich Vogler, Chicago, IL,   Jonathan Byrd
- 1989 – Russ Gamester, Peru, IN,   Gamester #46
- 1990 – Jeff Gordon, Vallejo, CA,   Helmling #4
- 1991 – Mike Streicher,   Streicher #8
- 1992 – Stevie Reeves, Speedway, IN,   Wilke #11
- 1993 – Stevie Reeves, Speedway, IN,   Lewis #9
- 1994 – Tony Stewart, Columbus, IN,   Potter #6
- 1995 – Tony Stewart, Columbus, IN,   Lewis #9
- 1996 – Kenny Irwin jr., Indianapolis, IN,  Lewis #91
- 1997 – Jason Leffler, Long Beach, CA,  Willoughby #71
- 1998 – Jason Leffler, Long Beach, CA,  Lewis #9
- 1999 – Jason Leffler, Long Beach, CA,  Lewis #9
- 2000 – Kasey Kahne, Enumclaw, WA,   Lewis #91
- 2001 – Dave Darland, Lincoln, IN,   Lewis #9
- 2002 – Dave Darland, Lincoln, IN,   Lewis #9
- 2003 – J. J. Yeley, Phoenix, AZ,  Lewis #9
- 2004 – Bobby East, Brownsburg, IN,   Lewis #9
- 2005 – Josh Wise,  Riverside, CA,   Stewart #20w
- 2006 – Jerry Coons Jr.,  Tucson, AZ,   Wilke #11
- 2007 – Jerry Coons Jr.,  Tucson, AZ,   Wilke-Pak #11

## USAC National Drivers Championship
Seit 1999 trägt der USAC eine Fahrermeisterschaft aus, in der die besten 25 Resultate eines Fahrers aus den Serien Sprints, Midgets, und Silver Crown gewertet werden. Der Meister erhält neben einer in der Regel 5-stelligen Dollarprämie, deren Höhe über die Jahre variierte, ein Stipendium des Veranstalters IndyCar, das der Fahrer in der Indy Lights oder der IndyCar Series einsetzen kann.

## USAC Stock Cars

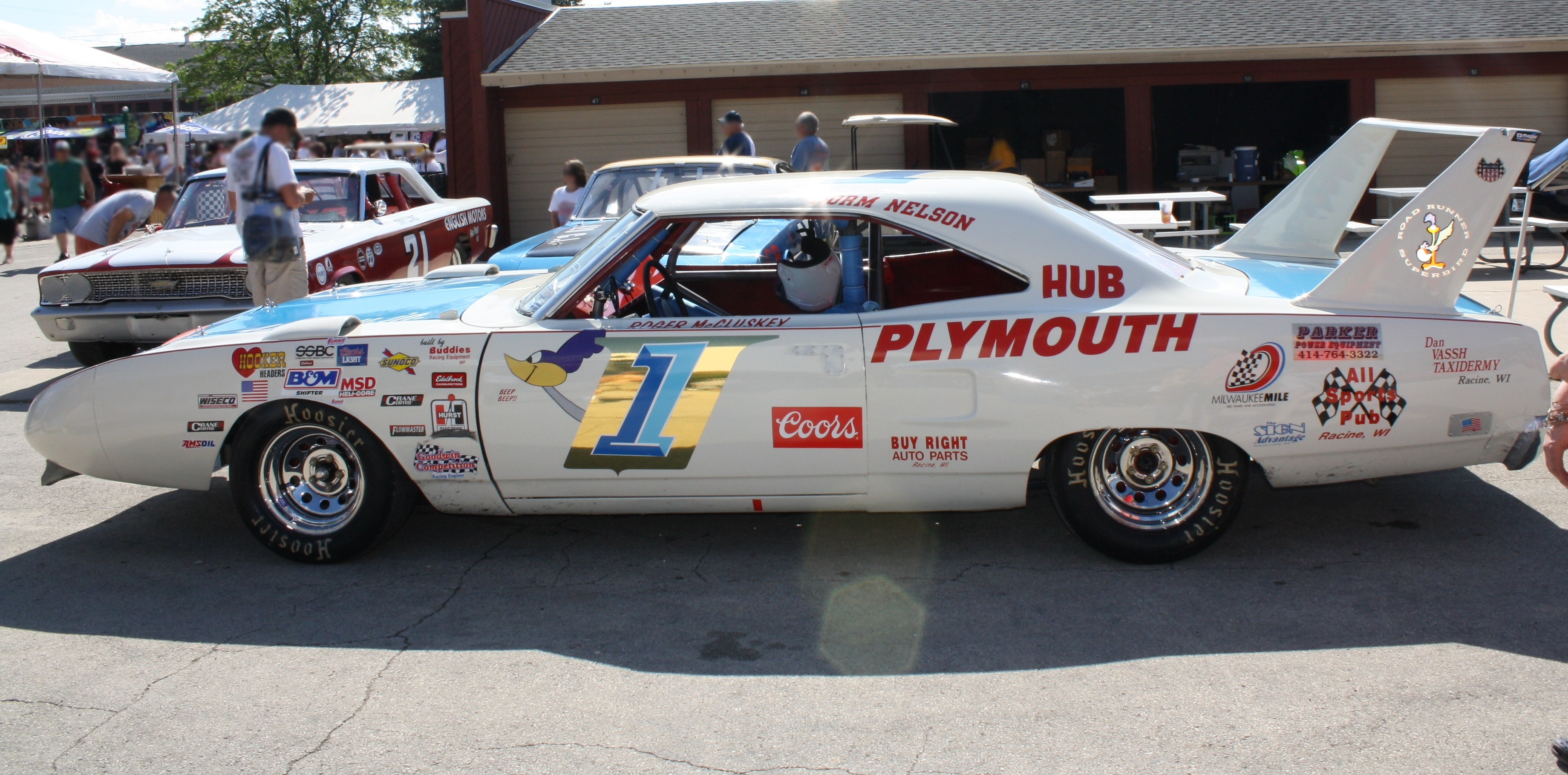
Plymouth Superbird von 1970

Die USAC Stock Car Series war eine US-amerikanische Tourenwagen-Meisterschaft und wurde von 1956 bis 1984 veranstaltet.
| Jahr | Meister          | 2. Platz        | 3. Platz          | „Rookie Of The Year“      |
| ---- | ---------------- | --------------- | ----------------- | ------------------------- |
| 1956 | Johnny Mantz     | Marshall Teague | Les Snow          | None                      |
| 1957 | Jerry Unser      | Ralph Moody     | Sam Hanks         | None                      |
| 1958 | Fred Lorenzen    | Mike Klapak     | Norm Nelson       | None                      |
| 1959 | Fred Lorenzen    | Mike Klapak     | Nelson Stacy      | None                      |
| 1960 | Norm Nelson      | Paul Goldsmith  | Tony Bettenhausen | None                      |
| 1961 | Paul Goldsmith   | Norm Nelson     | Elmer Musgrave    | None                      |
| 1962 | Paul Goldsmith   | Don White       | Norm Nelson       | None                      |
| 1963 | Don White        | A. J. Foyt      | Norm Nelson       | Sal Tovella               |
| 1964 | Parnelli Jones   | Norm Nelson     | Don White         | Joe Leonard               |
| 1965 | Norm Nelson      | Paul Goldsmith  | Don White         | Billy Foster              |
| 1966 | Norm Nelson      | Don White       | Billy Foster      | Butch Hartman             |
| 1967 | Don White        | Parnelli Jones  | Jack Bowsher      | Al Unser                  |
| 1968 | A. J. Foyt       | Roger McCluskey | Don White         | Dick Trickle              |
| 1969 | Roger McCluskey  | A. J. Foyt      | Don White         | Verlin Eaker              |
| 1970 | Roger McCluskey  | Norm Nelson     | A. J. Foyt        | Billy Reis                |
| 1971 | Butch Hartman    | Jack Bowsher    | Roger McCluskey   | J. Booher/B. Schroyer     |
| 1972 | Butch Hartman    | Roger McCluskey | Paul Feldner      | Chuck McWilliams          |
| 1973 | Butch Hartman    | Ramo Stott      | Bay Darnell       | Irv Janey                 |
| 1974 | Butch Hartman    | Norm Nelson     | Ramo Stott        | Ken Rowley                |
| 1975 | Ramo Stott       | Butch Hartman   | Sal Tovella       | Len Gittemeier            |
| 1976 | Butch Hartman    | Ramo Stott      | Sal Tovella       | Wayne Watercutter         |
| 1977 | Paul Feldner     | Ramo Stott      | Sal Tovella       | Dave Watson               |
| 1978 | A. J. Foyt       | Terry Ryan      | Bay Darnell       | Joe Ruttman               |
| 1979 | A. J. Foyt       | Bay Darnell     | Rusty Wallace     | Rusty Wallace             |
| 1980 | Joe Ruttman      | Rusty Wallace   | Bay Darnell       | Ken Schrader              |
| 1981 | Dean Roper       | Sal Tovella     | Ken Schrader      | Rick Hanley               |
| 1982 | Dean Roper       | Bay Darnell     | Rick O’Brien      | J. Schwister/J. Lindhorst |
| 1983 | Dean Roper       | Butch Garner    | Rick O’Brien      | Roger Drake               |
| 1984 | David Goldsberry | Ken Rowley      | Jim Hall          | David Goldsberry          |